# Wesergebirge
Wesergebirge är ett medelhögt bergsområde i de tyska delstaterna Nordrhein-Westfalen och Niedersachsen.
De högsta topparna ligger 340 meter över havet. Området består huvudsakligen av kalksandsten och är täckt av skog. Det går i norr långsamt över i det nordtyska slättlandet och har på sydsidan branta sluttningar. Delar av Wesergebirge står under naturskydd. Större städer i bergsregionen eller vid gränsen är Porta Westfalica, Minden och Bückeburg. Turistiska sevärdheter är till exempel Schaumburg, Arensburgs slott och gruvan Kleinenbremen.